# Хесен-Ванфрид
Хесен-Ванфрид (на немски: Landgrafschaft Hessen-Wanfried) е ландграфство на Свещената Римска империя от 1667 до 1755 г., управлявано от страничната линия Хесен-Ротенбург на род Дом Хесен под главното управление на ландграфовете от Хесен-Касел.  Главната резиденция на Хесен-Ванфрид е дворец Ванфрид в град Ванфрид в Северен Хесен.
През 1627 г. Мориц († 1632), ландграф на Хесен-Касел от 1592 до 1627 г., образува ландграфството Хесен-Ротенбург (Paragium) за синовете си от втория му брак с Юлиана фон Насау-Диленбург († 1643). Неговият внук Карл, вторият син на ландграф Ернст I фон Хесен-Рейнфелс-Ротенбург, след наследствени конфликти получава през 1676 г. бившето ландграфство Хесен-Ешвеге.
Карл се мести във Ванфрид и основава така католическата странична линия Хесен-Ванфрид. Той прави двореца във Ванфрид за своя резиденция понеже дворец Ешвеге е от 1667 г. заложен на Брауншвайг-Беверн.

## Ландграфове на Хесен-Ванфрид
- Фридрих (1617–1655), ландграф на Хесен-Ешвеге 1627-1655
- Ернст (1623–1693), ландграф на Хесен-Ротенбург 1655-1667; от 1676 ландграф на цялата територия
- Карл (1649–1711), ландграф на Хесен-Ванфрид 1676-1711, от 1693 на Хесен-Рейнфелс
- Вилхелм II Млади (1671–1731), ландграф на Хесен-Ванфрид-(Рейнфелс) 1711–1731
- Христиан (1689–1755), ландграф на Хесен-Ванфрид-(Ешвеге) и Хесен-Рейнфелс 1711 и 1731-1755
- Константин фон Хесен-Ротенбург, ландграф на цял Хесен-Ротенбург 1755-1778

През следващото време територията е до 1834 г. към Хесен-Ротенбург, след това към Хесен-Касел.